# Естре ла Кампањ
Естре ла Кампањ (фр. Estrées-la-Campagne) насеље је и општина у северној Француској у региону Доња Нормандија, у департману Калвадос која припада префектури Кан.
По подацима из 2011. године у општини је живело 235 становника, а густина насељености је износила 31,54 становника/km². Општина се простире на површини од 7,45 km². Налази се на средњој надморској висини од 100 метара (максималној 179 m, а минималној 82 m).

## Демографија
| 1962. | 1968. | 1975. | 1982. | 1990. | 1999. | 2011. |
| ----- | ----- | ----- | ----- | ----- | ----- | ----- |
| 158   | 170   | 172   | 168   | 158   | 176   | 235   |

График промене броја становника у току последњих година